# Kelamangalam
Kelamangalam é uma panchayat (vila) no distrito de Dharmapuri, no estado indiano de Tamil Nadu.

## Geografia
Kelamangalam está localizada a 12° 36′ N, 77° 51′ L. Tem uma altitude média de 810  metros (2657 pés).

## Demografia
Segundo o censo de 2001,  Kelamangalam  tinha uma população de 10,994 habitantes. Os indivíduos do sexo masculino constituem 51% da população e os do sexo feminino 49%. Kelamangalam tem uma taxa de literacia de 61%, superior à média nacional de 59.5%: a literacia no sexo masculino é de 67% e no sexo feminino é de 55%. Em Kelamangalam, 15% da população está abaixo dos 6 anos de idade.